# Hôtel Radix de Sainte-Foix

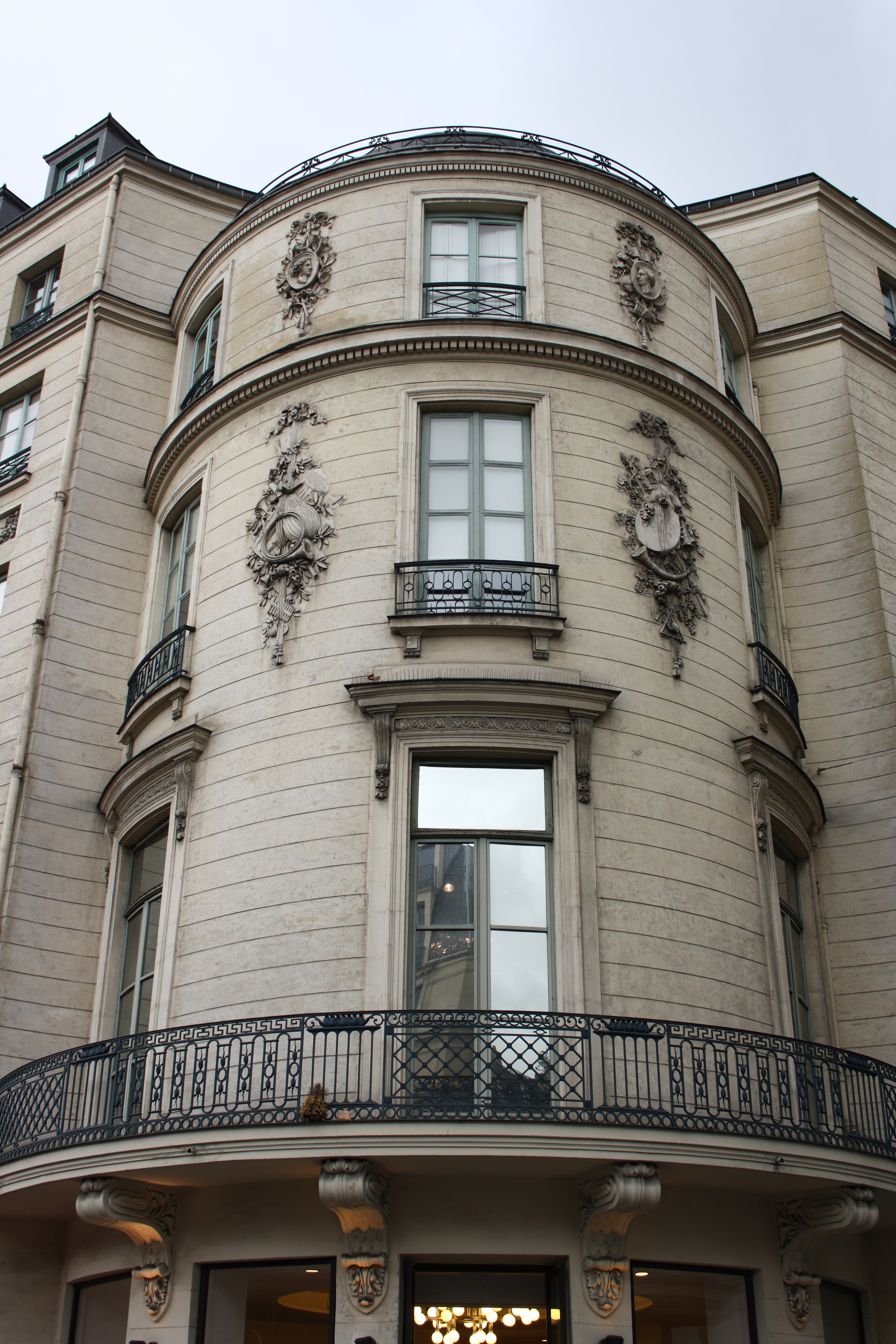
Rundbau des Hôtel Radix de Sainte-Foix in Paris

Das Hôtel Radix de Sainte-Foix ist ein Hôtel particulier im 9. Arrondissement von Paris. Das im 18. Jahrhundert erbaute Gebäude befindet sich an der Rue de Caumartin Nr. 1-3 und am Boulevard de la Madeleine Nr. 2.

## Geschichte
Das Hôtel Radix de Sainte-Foix wurde 1779 nach den Plänen des Architekten André Aubert († 1784) für den Steuerpächter Charles Marin-Delahaye errichtet. 1780 zog Maximilien Radix de Sainte-Foix (1736–1810), der Surintendant des Finances des Ancien Régime war, in das Gebäude ein, das heute nach ihm benannt wird. Ab 1789 wohnte Mirabeau im Hôtel Radix de Sainte-Foix.

## Architektur
Das Hôtel Radix de Sainte-Foix besteht aus einem Rundbau zum Boulevard de la Madeleine und zwei anschließenden Baukörpern, die einen Innenhof umschließen. Deren Fassaden zur Straße sind mit Girlanden geschmückt. Den Rundbau schmücken allegorische Reliefs, die die Musik darstellen. Auf der ersten Etage des Rundbaus sind die Wandvertäfelungen und der Deckenschmuck erhalten geblieben. Obwohl heute der Rundbau ein Geschäft für Innendekoration beherbergt, wurde die alte Bausubstanz nicht zerstört.

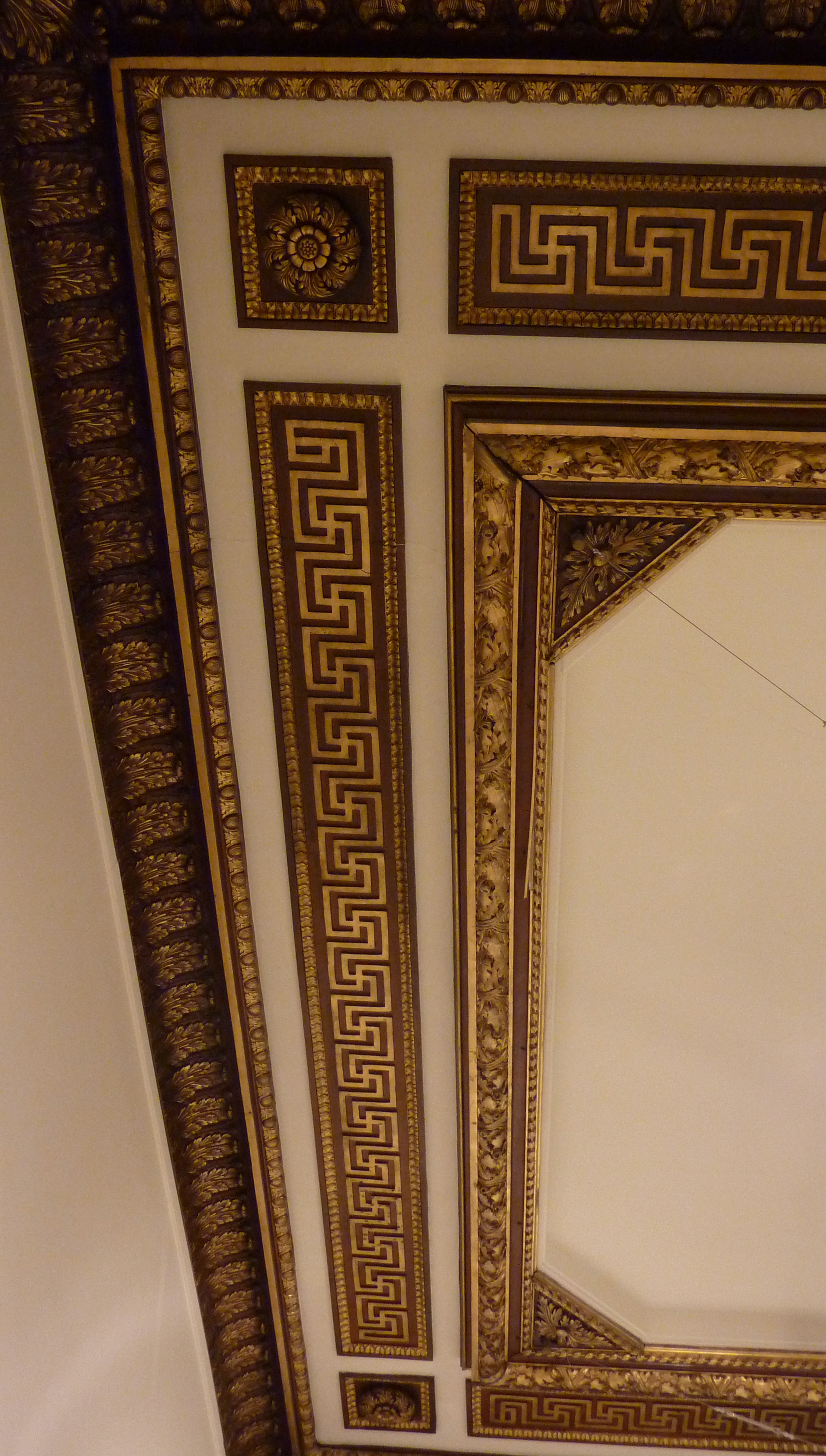
Decke
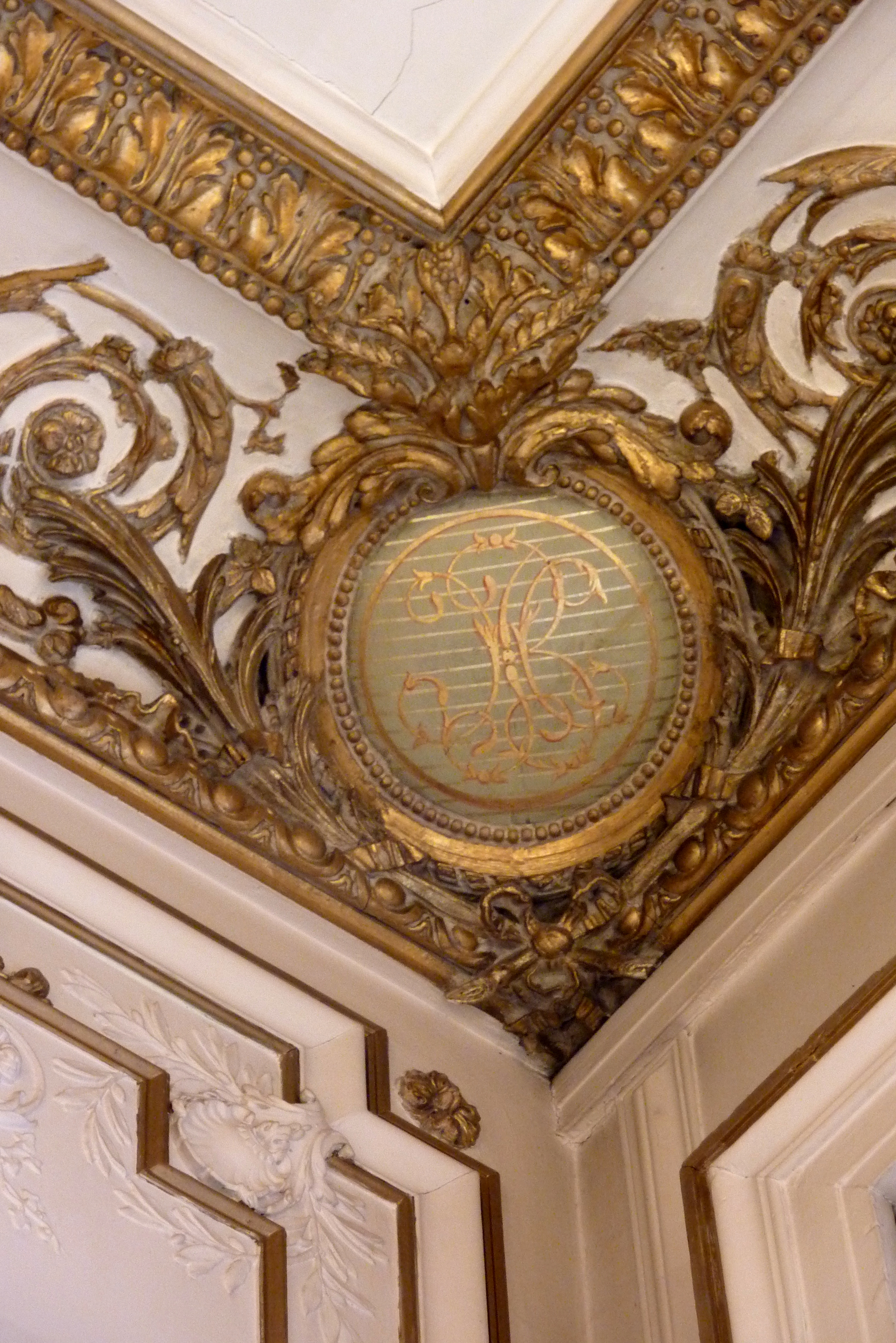
Dekoration mit Monogramm
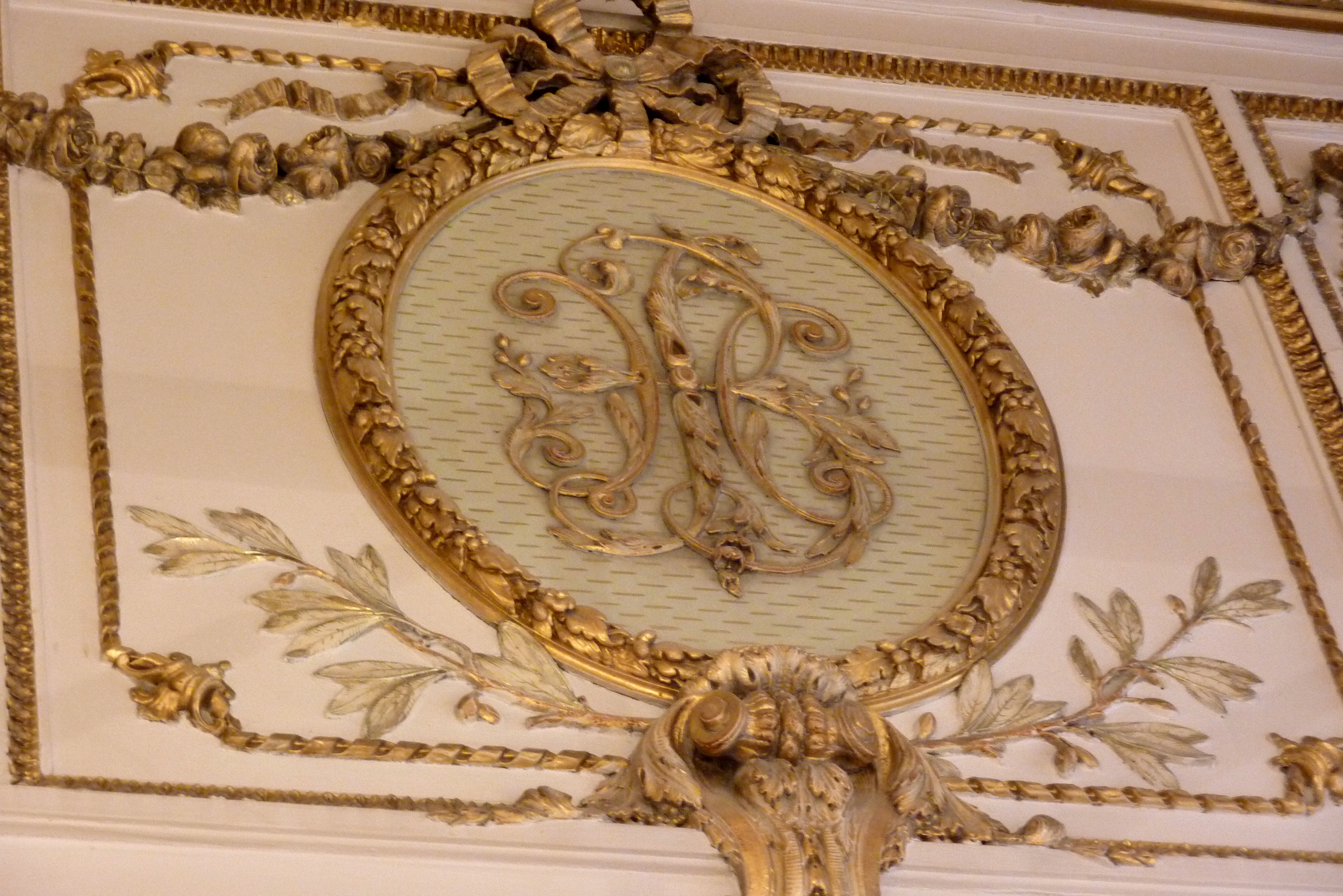
Monogramm der Wandvertäfelung
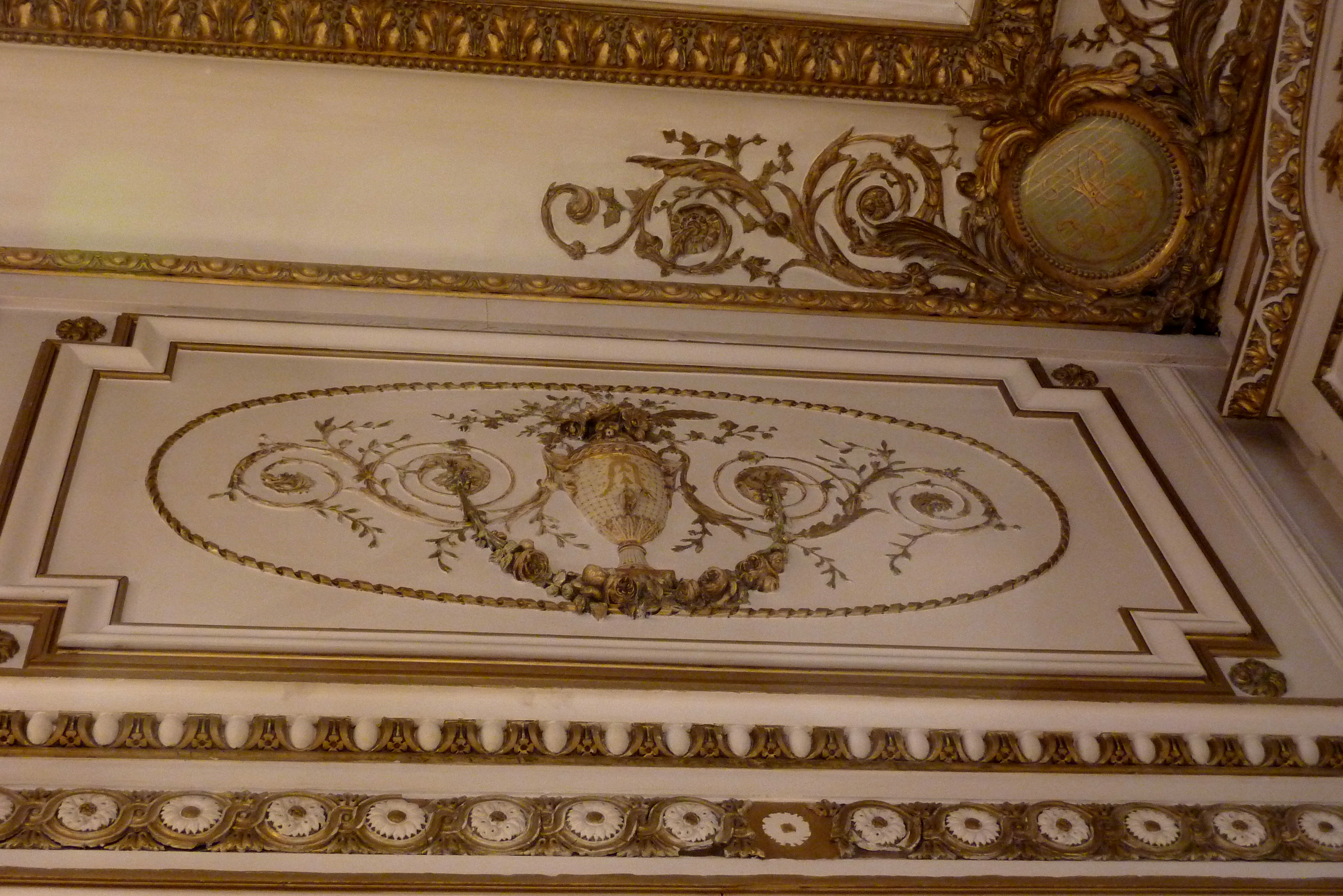
Relief über der Tür